# Крушеани
Крушеани (на македонска литературна норма: Крушеани) е село в централната част на Северна Македония, община Кривогащани.

## География
Селото е разположено в областта Пелагония, западно от град Прилеп.

## История
В XIX век Крушеани е неголямо българско село в Прилепска кааза на Османската империя. Църквата „Свети Атанасий“ е от 1860 година.
В „Етнография на вилаетите Адрианопол, Монастир и Салоника“, издадена в Константинопол в 1878 година и отразяваща статистиката на населението от 1873 година Крушяни (Krouchiani) е посочено като село с 34 домакинства и 163 жители българи.
Според статистиката на Васил Кънчов („Македония. Етнография и статистика“) от 1900 година Крушояни има 260 жители, всички българи християни. Според Никола Киров („Крушово и борбите му за свобода“) към 1901 година Крушеани има 45 български къщи.
На Етнографската карта на Битолския вилает на Картографския институт в София от 1901 година Крушевени е чисто българско село в Прилепската каза на Битолския санджак с 20 къщи.
В началото на XX век всички жители на селото са под върховенството на Българската екзархия. По данни на секретаря на екзархията Димитър Мишев („La Macédoine et sa Population Chrétienne“) през 1905 година в Крушеани има 160 българи екзархисти и в селото работи българско училище.
Църквата „Свети Никола“ – еднокорабна, засводена сграда, е построена в периода 1970 – 1975 година и осветена на 25 юли 1976 година от епископ Ангеларий Пелагонийски.
Според преброяването от 2002 година селото има 578 жители, от които:
| Националност     | Всичко |
| северномакедонци | 574    |
| албанци          | 0      |
| турци            | 0      |
| роми             | 0      |
| власи            | 0      |
| сърби            | 1      |
| бошняци          | 0      |
| други            | 3      |

## Личности
Родени в Крушеани
- Богоя Мирчев, български революционер, участник в Илинденско-Преображенското въстание[9]
- Здраве и Атанас Пречкови, български революционери, братя участници в Илинденско-Преображенското въстание[9]
- Йован Бутраков, български революционер, участник в Илинденско-Преображенското въстание[9]
- Йордан Грозданов, български революционер, участник в Илинденско-Преображенското въстание[9]
- Найдо Диворак, български революционер, участник в Илинденско-Преображенското въстание[9]
- Николе, Петре, Митре и Петко Герови, български революционери, братя участници в Илинденско-Преображенското въстание[9]
- Павле Стоянов, български революционер, участник в Илинденско-Преображенското въстание[9]
- Христо Найдов, български революционер, участник в Илинденско-Преображенското въстание[9]